# إدفارد لارسن
إدفارد لارسن (بالنرويجية البوكمول: Edvard Larsen)‏ هو منافس ألعاب قوى نرويجي، ولد في 27 أكتوبر 1881 في كريستيانية في النرويج، وتوفي بنفس المكان في 10 سبتمبر 1914.

## وصلات خارجية
- إدفارد لارسن على موقع اللجنة الأولمبية الدولية (الإنجليزية)
- إدفارد لارسن على موقع أوليمبيديا (الإنجليزية)